# Juan Paladino
Juan Amalio Paladino Jaunsolo (Montevideo, 17 febbraio 1925) è un ex schermidore uruguaiano.

## Biografia
Ha partecipato ai Giochi della XIV Olimpiade di Londra nel 1948 ed ai Giochi della XVII Olimpiade di Roma nel 1960.

## Palmarès
In carriera ha conseguito i seguenti risultati:
- Giochi panamericani:

Città del Messico 1955: argento nella sciabola a squadre.